# Monte dei Paschi di Siena
Banca Monte dei Paschi di Siena  ou MPS (Borsa Italiana : BMPS) est une banque italienne, la plus ancienne au monde encore en activité. Elle a été fondée comme mont de piété en 1472, à Sienne en Toscane (Italie), et a fonctionné sans interruption depuis cette date.

## Histoire

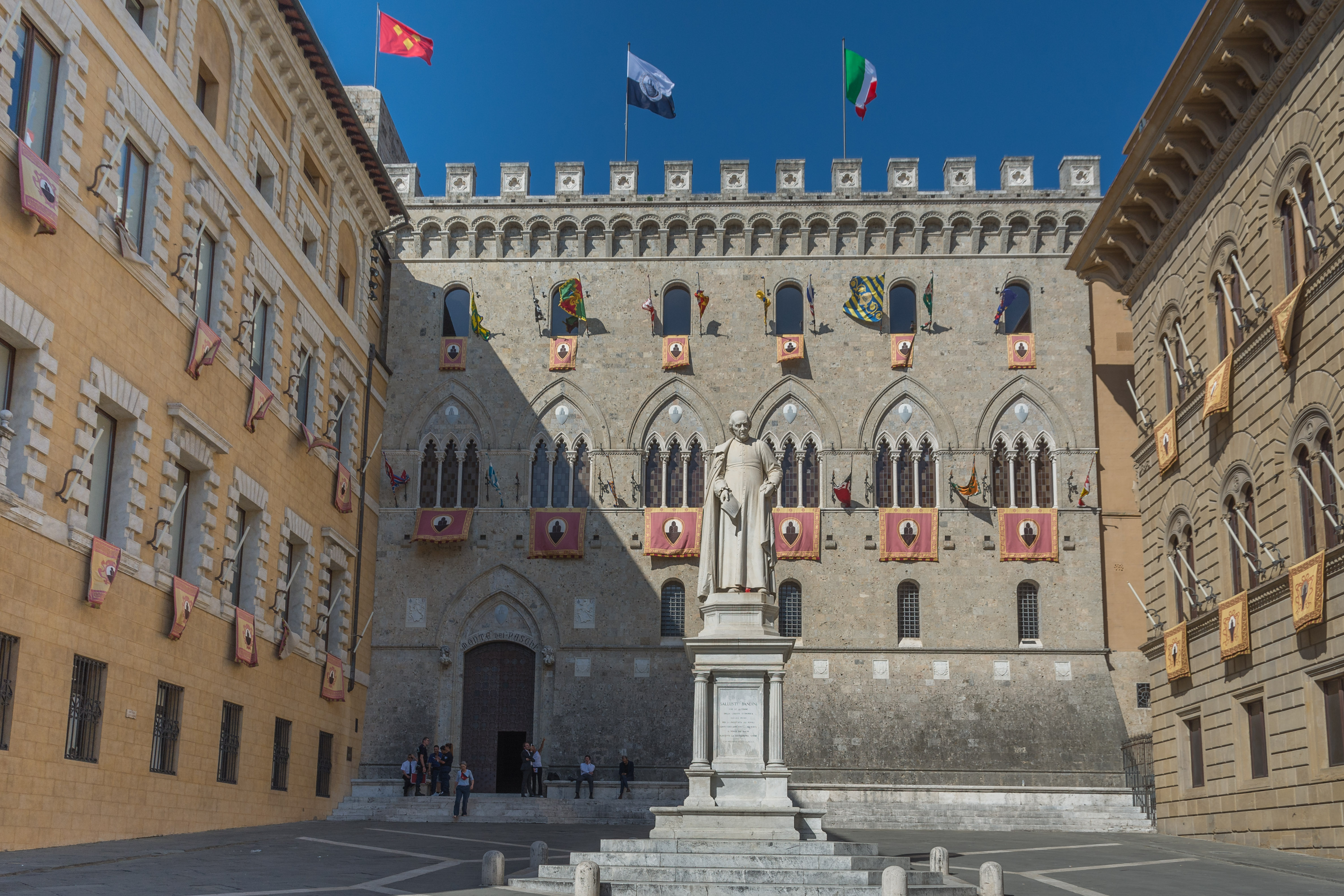
Le Palazzo Salimbeni de l'architecte siennois Giuseppe Partini, siège social de la banque, piazza Salimbeni.

### Histoire ancienne
En 1472, par décision des magistrats dirigeant la république de Sienne, un mont-de-piété (Monte di pietà) est créé, pratiquant le prêt sur gage, pour aider les populations défavorisées de la ville. Il s'agit de la plus vieille banque toujours en activité aujourd'hui.
Cette création était prévue par une charte rédigée par les Siennois aux environs de 1419, pour réglementer toutes les activités liées à l'agriculture et à l'élevage des moutons en Maremme, charte nommée Statuto dei Paschi, « statut des Paschi ». Le nom Paschi était l'appellation donnée aux domaines agricoles de la Maremme, d'après l'italien pascoli, « pâturages, prairies ». La naissance d'un établissement de crédit, Monte di pietà, était un des éléments importants de ce statut.
Le mont-de-piété, Monte di pietà (« crédit de charité »), change de nom après 1624, et l'intégration de Sienne au grand-duché de Toscane. Le grand-duc Ferdinand II concède alors aux déposants du mont-de-piété, la garantie de l'État, gagée sur les revenus des pâturages des domaines agricoles de la Maremme, les Paschi. Le « Monte di pietà » devient alors le « Monte dei Paschi », littéralement le « Crédit des prairies ».

### Croissance en Italie
Avec l'unité italienne, la banque étend son activité dans toute la péninsule, en s'ouvrant à des nouvelles activités, parmi lesquelles le crédit foncier, première tentative en Italie.
En 1929, la banque fusionne avec le Crédit Toscan et la Banque de Florence pour former la Banca Toscana.
En 1936, elle est déclarée institut de crédit de droit public. La banque se dote d'un nouveau statut qui, avec diverses modifications, reste en vigueur jusqu'en 1995.
Le siège de la banque est au Palazzo Salimbeni, dans la ville haute et celui de la fondation au Palazzo Sansedoni, donnant sur la Piazza del Campo.

### L'expansion de la fin duXXesiècle
Dans les années 1990, elle contrôle le micro-crédit toscan et l'INCA (Istituto Nazionale per il Credito Agrario), une activité qui se développera en MPS (Banca per l'Impresa), la banque pour l'entreprise.
Elle acquiert en outre des participations de contrôle de banques étrangères, en Belgique et en Suisse. En France, elle acquiert les agences du réseau ANZ Grindlays Bank (en).
Dans la période qui va de 1990 à 1995, la Monte des Paschi de Sienne est la première banque en Italie à diversifier son activité vers les assurances-vie, avec Monte des Paschi-Vita et Tramite Ducato Gestioni, dans les fonds communs d'investissement.

### La cotation en bourse

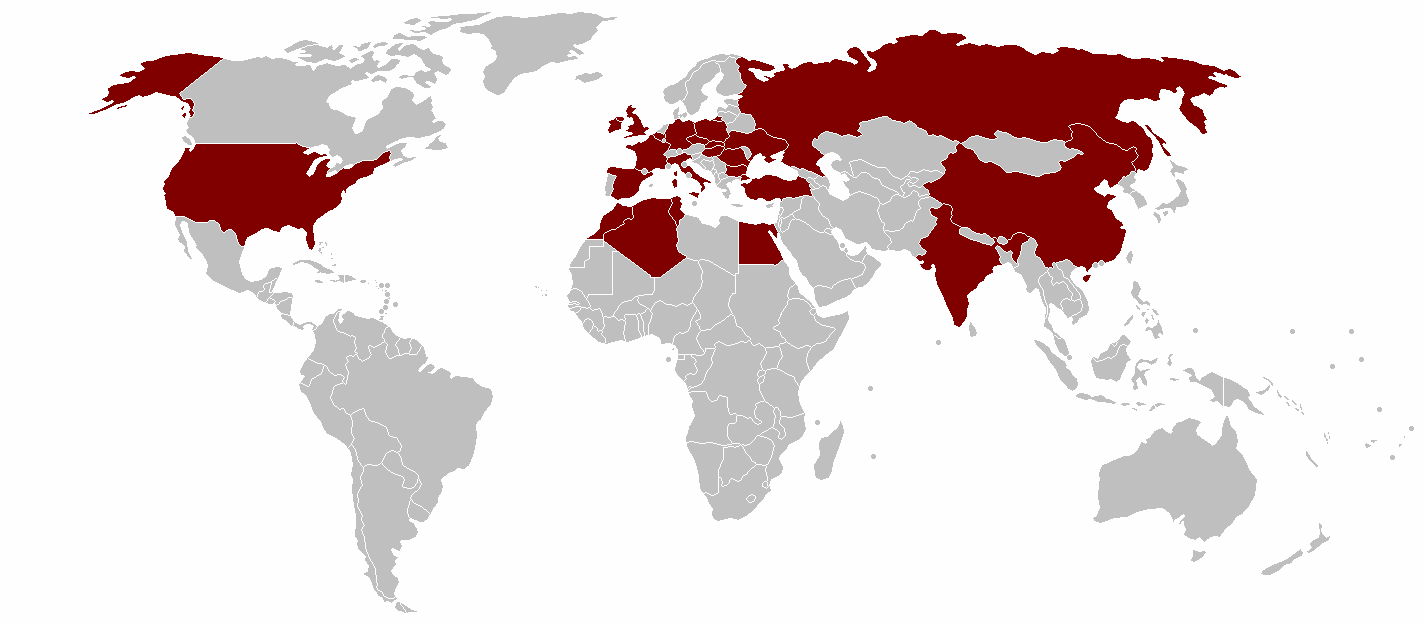
Présence mondiale du groupe Monte dei Paschi di Siena en 2008

Le 25 juin 1999, la Banque Monte des Paschi de Sienne est cotée en bourse (au Mercato Telematico Azionario della Borsa Italian) avec une offre publique qui lui fait enregistrer des demandes d'achat dix fois supérieures à l'offre.
Avec la cotation en Bourse commence une intense phase d'expansion territoriale et opérationnelle qui viennent des acquisitions et participations des banques régionales avec un fort enracinement territorial, entre lesquelles la Banque Agricole de Mantoue (BAM : Banca Agricola Mantovana) et la Banque du Salento (Banca del Salento ensuite Banca 121). L'acquisition de BAM a permis à la banque de développer sa présence dans l'Italie septentrionale, celle de la Banque du Salento principalement dans le Sud. On donne de la vie au potenziamento des structures productives, dans le secteur du crédit spécialisé et des produits financiers pour les entreprises, ainsi que dans le secteur du crédit à la consommation, avec la société Consum.it, et dans le secteur de l'investment banking, dans l'épargne et dans le parabancaire, en particulier avec la banque MPS Leasing & Factoring. Parallèlement il est procédé à une restructuration interne du groupe, dans le but du modèle spécialisé multimarché.

### Difficultés et scandales
En octobre 2007, Monte dei Paschi di Siena acquiert la banque régionale italienne Banca Antonveneta à  l'espagnole Santander, pour l'équivalent de 13,2 milliards de dollars, soit 9 milliards d'euros,.
Mais « Monte dei Paschi est soupçonnée d'avoir conclu avec la Bank of New York un accord secret afin de tromper les autorités de supervision et de mener à bien l'acquisition de sa concurrente Antonveneta en 2007 », aussi une enquête est ouverte, en pleine crise des subprimes.
Le 26 juin 2012, le gouvernement italien adopte un plan d'urgence qui pourrait apporter jusqu'à 2 milliards d'euros à la banque pour assurer qu'elle atteigne un ratio de fonds propres de 8% en respect des exigences de l'autorité bancaire européenne, appliquant le ratio de Bale II. 

#### Scandale des maquillages financiers
La banque revient dans l'actualité, en janvier 2013, lorsque le journal Il Fatto quotidiano révèle que la justice enquête sur des maquillages financiers effectués par la banque. Les médias dévoilent alors que la banque a perdu 91 % de sa capitalisation boursière entre 2008 et 2013. Les scénarios d'une faillite éventuelle sont envisagés avec leurs conséquences sur les autres établissements bancaires.
C'est dans un climat électoral tendu que vient la découverte soudaine de ces nouveaux contrats qui donne du grain à moudre aux adversaires du président du Conseil sortant, Mario Monti, proche des milieux de la finance. "Monti a donné à Monte Paschi 4 milliards d'euros et il doit expliquer pourquoi (…). Il ne peut pas nier sa responsabilité dans ce désastre, responsabilité qu'il porte lui et lui seul", déclare le dirigeant de la Ligue du Nord, Roberto Maroni, allié de Berlusconi :
La coalition de gauche, avec laquelle Monti devait chercher une alliance après le scrutin, est ébranlée par le scandale. Le parti pilier de cette coalition contrôle en effet depuis des années la fondation actionnaire de BMPS, via la municipalité de Sienne.

#### Mort suspecte au siège social de la banque
En mars 2013, David Rossi, responsable de la communication de la banque est retrouvé mort au siège de la banque à Sienne. Qualifiée de suicide sa défenestration reste suspecte : « Le bureau et le domicile de Rossi, comme ceux d'autres collaborateurs de la banque, avaient été perquisitionnés par les enquêteurs le mois dernier dans le cadre du dossier d'acquisition de la banque Antonveneta en 2007 ». La police retrouve plusieurs mails gardés dans son ordinateur et adressés à Fabrizio Viola, le directeur général de la banque, Rossi y assure vouloir parler au procureur chargé d'enquêter sur le scandale éclaboussant la banque. De plus, « la partie finale de la vidéo de la caméra de surveillance où apparaît la chute de David Rossi a été coupée avant l'arrivée des secours ». Ces détails incitent la justice à rouvrir l'enquête en 2016.

#### Test de résistance (stress test)
En octobre 2014, Monte dei Paschi di Siena a échoué avec 24 autres banques aux tests de résistance de la Banque centrale européenne et de l'Autorité bancaire européenne.
En novembre 2014, Monte dei Paschi di Siena annonce une augmentation de capital de 2,5 milliards d'euros, en réponse au stress test. Avant cette augmentation de capital, la fondation Monte des Paschi de Sienne ne possède déjà plus que 2,5 % de Monte dei Paschi di Siena. En mai 2016, Monte dei Paschi annonce la suppression de 2 500 postes avec la fermeture de 350 agences pour 2018, en raison des importantes créances douteuses que le groupe possède et qui l'empêchent de trouver un racheteur.
En juillet 2016, elle échoue de nouveau aux tests de résistance de la BCE et annonce comme plan de sauvetage de la dernière chance une nouvelle augmentation de capital de cinq milliards d'euros et plus de 9 milliards de cession de créances douteuses. Le rapport du 29 juillet 2016 de l’Autorité bancaire européenne, note pour la Banca Monte Dei Paschi, le plus mauvais score sur les 51 banques européennes testées. Avec un ratio CET1 de solvabilité sur fonds propres négatif à -2,23 % en cas de crise financière, qui entrainerait la banqueroute de cet établissement. Ce ratio CET1 est préconisé à un minimum de 7 % suivant les accords de Bâle III. La publication de ce rapport de tests de résistance a fait chuter l’action de Monte Dei Paschi à moins de 0,40 €, cotation non remontée 3 mois plus tard.

#### Réduction d'effectif et recapitalisation
En août 2016 le directeur Fabrizio Viola démissionne, « certains évoquent néanmoins un lien avec l'enquête pour fraude comptable et manipulation de cours dont Fabrizio Viola, et l'ancien président de Monte dei Paschi, Alessandro Profumo, font l'objet ». En octobre 2016, Monte Paschi di Siena annonce un plan de réduction d'effectif de 2 600 postes avec une fermeture de 500 agences sur les 2 000 que compte la banque. En décembre 2016, Monte Paschi di Siena lance une augmentation de capital de 5 milliards d'euros, dans le but d'éviter un bailout. À la suite de l'échec de cette augmentation de capital, le gouvernement italien annonce son intervention pour aider la banque. Le même mois, la banque centrale européenne annonce que Monte dei Paschi di Seina, aura besoin de 8,8 milliards d'euros de financement. En janvier 2017, la part de la recapitalisation prise en charge par l'État italien est évaluée à 6,6 milliards d'euros alors que le restant soit 2,2 milliards d'euros seront pris en charge par les autres investisseurs. À l'issue du plan de sauvetage, l'État italien détiendra environ 70 % du capital de la banque. En juin 2017, la banque centrale européenne donne son accord sur ce plan de 6,6 milliards d'euros. Ce plan est associé également à un plan de restructuration visant à supprimer 5 000 postes sur les 25 000 que compte la banque.
En juillet 2017, le plan de sauvetage de la banque est amendé. Ce nouveau plan intègre une recapitalisation de 8,1 milliards d'euros dont 5,4 milliards à la charge de l'État italien. Ce plan intègre la scission de 28,6 milliards d'euros de prêts dépréciés dont 26,1 milliards d'euros pris en charge par le fonds Atlante. Comme le plan précédent, l'État italien devrait avoir une participation de 70 % dans MPS à la suite de ce plan. Il intègre également la fermeture d'environ 600 agences sur les 2 000 que compte le groupe et la suppression de 5 500 emplois,.
En janvier 2025, Monte dei Paschi annonce lancer une offre d'acquisition de 13,3 milliards d'euros sur Mediobanca, avec l'accord du gouvernement et alors que deux de ses principaux actionnaires sont également actionnaires de Mediobanca.

## La banque Monte dei Paschi en quelques chiffres
|                                  | 2016      | 2017      | 2018  | 2019      |
| -------------------------------- | --------- | --------- | ----- | --------- |
| Ratio CET1 (%)                   | 8,2%      | 14,8%     | 13,3% | 14,8%     |
| Chiffre d’affaires (Md €)        | 4,282     | 4,026     | 3,288 | 3,223     |
| Bénéfice net (Md €)              | (-) 3,241 | (-) 3,502 | 0,279 | (-) 1,033 |
| Résultat net opérationnel (Md €) |           | (-) 3,934 | 0,312 | 0,323     |
| Prêt NPE (Md €)                  | 45,8      | 42,9      | 16,8  | 12,0      |
| Collaborateurs (en milliers)     | 25,6      | 23,5      | 23,1  | 22,0      |

## La Fondation Monte dei Paschi de Sienne

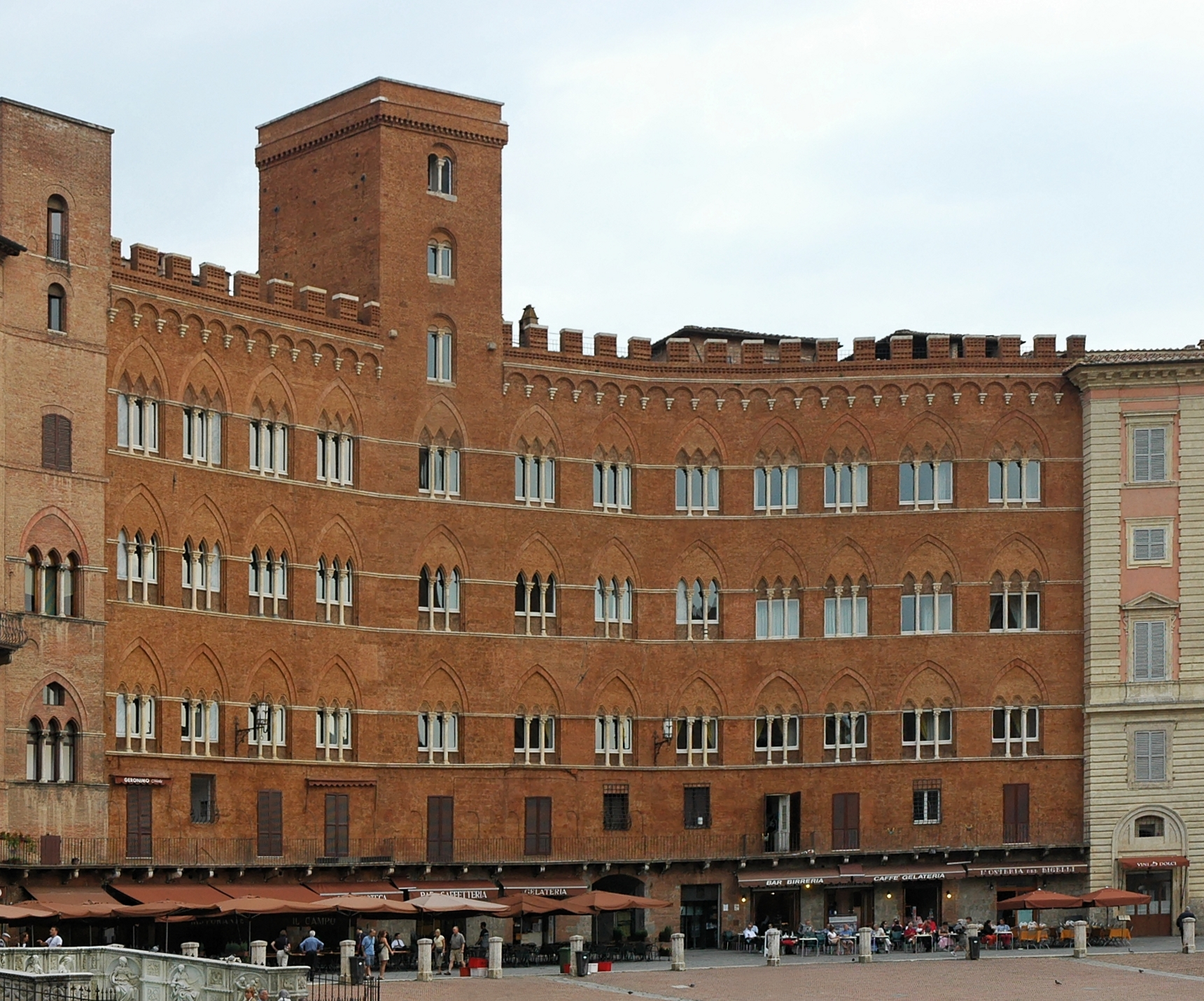
Le Palazzo Sansedoni, siège de la Fondation Monte dei Paschi de Sienne, piazza del Campo

### Création
Le décret du Ministère du Trésor du 8 août 1995 donne naissance à deux organismes : la Banque Monte dei Paschi de Sienne et la Fondation Monte dei Paschi de Sienne, qui a pour rôle statutaire l'assistance et la bienfaisance, ainsi que l'utilité sociale dans les secteurs de l'instruction, de la recherche scientifique, de la santé et de l'art, en utilisant la référence à la ville et à la province de Sienne.

### Collection artistique

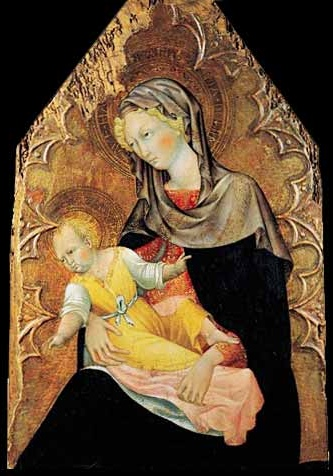
Vierge à l'Enfant de Giovanni di Paolo

Si l'Institut est récent, la collection artistique des Monte dei Paschi de Sienne remonte au XVe siècle, quelques années après la fondation de la banque. Elle a débuté en 1481 avec la fresque de la Madonna della Misericordia, commandée à Benvenuto di Giovanni del Guasta pour marquer la création de la banque.
La collection s'est ensuite enrichie régulièrement au cours des siècles par l'acquisition d'œuvres d'artistes, parmi lesquels on peut citer :
- du Trecento : Pietro Lorenzetti, Maestro di Panzano, Cennino di Andrea Cennini, Tino di Camaino.
- du Quattrocento : Sassetta, Maestro dell'Osservanza, Giovanni di Paolo, Sano di Pietro, Francesco di Valdambrino.
- du Cinquecento : Domenico Beccafumi, Marco Pino, Alessandro Casolani, Vincenzo Rustici, Francesco Vanni.
- du XVIIe siècle : Pietro Sorri, Giovanni Francesco Rustici, Rutilio Manetti, Raffaello Vanni, Domenico Manetti, Bernardino Mei.
- du XVIIIe siècle : Giuseppe Zocchi
- du XIXe siècle : Francesco Nenci, Luigi Mussini, Amos Cassioli, Alessandro Franchi, Cesare Maccari, Pietro Aldi